# Trio (1950)
Trio (Brasil: Três Destinos / Portugal: Sinfonia da Vida) é um filme inglês de 1950, do gênero drama, dirigido por Ken Annakin e Harold French. O filme é composto por três episódios, baseados nos seguintes contos de Somerset Maugham: "The Verger", "Mr. Know-All" e "Sanatorium". Os dois primeiros foram dirigidos por Annakin e o último, por French. Cada episódio é apresentado pelo próprio Maugham.
Este formato já fora usado anteriormente em Quartet (1948) (quatro histórias do autor), e o seria novamente em Encore (1951), com outros três contos.
O filme recebeu uma indicação ao Oscar, na categoria de Gravação de Som.

## Sinopse e Elenco
| Episódio     | Sinopse | Elenco |
| ------------ | --- | --- |
| The Verger   | Albert Foreman, sacristão há 17 anos, é despedido pelo novo vigário, muda de vida e torna-se empresário bem sucedido | James Hayter... Albert Foreman Kathleen Harrison... Emma Brown Michael Hordern... Vigário Felix Aylmer... Gerente do Banco          |
| Mr. Know-All | Max Kelada, um comerciante de joias grosseiro e falastrão, ganha a antipatia dos passageiros de um transatlântico ao pretender-se entendido em qualquer assunto. Por isso, ganha a alcunha de "Senhor Sabe-Tudo", mas redime-se no final                                                                               | Nigel Patrick... Max Kelada Wilfred Hyde-White... Senhor Gray Anna Crawford... Senhora Ramsay Clive Morton ...Capitão do navio      |
| Sanatorium   | Em um sanatório para tuberculosos, os internos Campbell e McLeod vivem às turras. Outro interno, Chester, recebe visitas da esposa e inveja sua saúde. Já George e Evie apaixonam-se e decidem pelo casamento, apesar da opinião contrária dos médicos, que dizem que assim eles correm o risco de encurtar suas vidas | Michael Rennie... George Templeton Jean Simmons... Evie Bishop Roland Culver... Ashenden, um escritor André Morell... Doutor Lennox |

## Principais premiações
| Prêmio | Categoria              | Situação |
| ------ | ---------------------- | -------- |
| Oscar  | Melhor Gravação de Som | Indicado |